# XII Brygada Piechoty (II RP)
XII Brygada Piechoty (XII BP) – brygada piechoty Wojska Polskiego II RP.

XII BP sformowana została w 1919 roku, w składzie 6 Dywizji Piechoty.
W październiku-listopadzie 1921 roku dowództwo XII BP przeformowane zostało w dowództwo piechoty dywizyjnej lub rozformowane (?). 20 pułk piechoty podporządkowany został bezpośrednio dowódcy 6 DP, natomiast 17 pułk piechoty – dowódcy nowo utworzonej 24 Dywizji Piechoty. 

## Dowódcy
- płk Emanuel Hohenauer de Charlenz (od 29 V 1919)
- płk piech. Jan Dobrowolski (do 14 I 1920 dowodził 23 pp)

## Organizacja
- dowództwo brygady
- 17 pułk piechoty
- 20 pułk piechoty